# Bangsamoro
La région autonome Bangsamoro, officiellement la Région autonome bangsamoro en Mindanao musulmane (Bangsamoro Autonomous Region in Muslim Mindanao en anglais, souvent abrégée en BARMM), ou plus simplement Bangsamoro ou Moroland, est la patrie des Moros, le nom donné aux musulmans des Philippines. Elle se trouve principalement sur l'île de Mindanao. C'est aussi depuis 2019 une région des Philippines, la seule du pays à posséder son propre gouvernement.

## Guerre civile
L'insurrection dure des années 1970 à 1996 et a repris en 2013. Le 12 août 2013, le chef du Front Moro de libération nationale proclame la fondation de la République du Bangsamoro allant du Sud des Philippines à l’Est de la Malaisie.

## Autonomie
En 1990, le gouvernement philippin accorde l'autonomie aux musulmans des Philippines en créant la région autonome en Mindanao musulmane (ARMM), qui comprend le sud de cette île, l'archipel de Sulu (sauf la ville d'Isabela) et plusieurs autres îles.
Les 21 janvier et 6 février 2019, sous la présidence de Rodrigo Duterte, un référendum est organisé sur la création de la région autonome Bangsamoro. Celle-ci est approuvée par 88,7 % des voix. Une nouvelle étape dans le développement de cette région musulmane philippine est le rattachement de la ville de Cotabato à la suite du vote de janvier 2019. Cette dernière, plus grande ville musulmane du pays, était jusqu’à lors rattachée à la région Soccsksargen et non pas à la ARMM. Le 22 février suivant, l'Autorité de transition, qui fait office de gouvernement provisoire, est mise en place avec Murad Ebrahim comme ministre en chef intérimaire. Elle s'inscrit dans le processus de paix entre les groupes autonomistes, notamment le Front Moro islamique de libération, et le gouvernement philippin.
D'après certains analystes, l'autonomie ne devrait pas conduire à une rupture dans la politique économique. Le journaliste Philippe Revelli écrit ainsi que « les déclarations de représentants du monde des affaires et de politiciens moros suggèrent au contraire que le Bangsamoro, loin de se démarquer du néolibéralisme de Manille, entend surfer sur la vague d'une croissance économique rapide et dérouler le tapis rouge aux capitaux étrangers ».
Le 29 mars suivant, la région autonome entre officiellement en fonction avec la réunion de son premier parlement. La période de transition, initialement prévue pour trois ans, est prolongée jusqu'en 2025.

## Régions

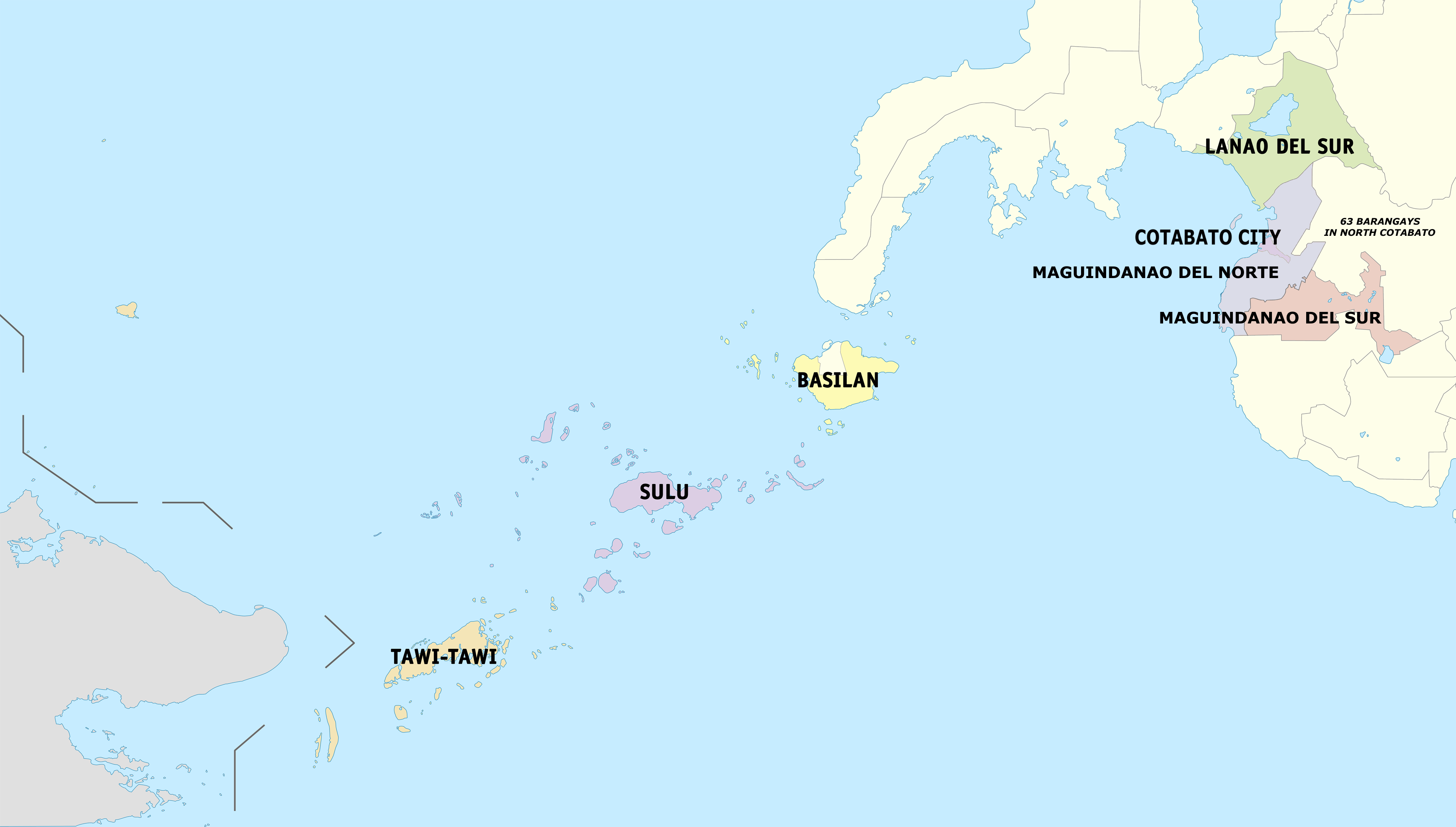
Carte détaillée de la région.

| Région                         | Capitale          | Population (2020) |
| ------------------------------ | ----------------- | ----------------- |
| Maguindanao du Nord            | Datu Odin Sinsuat | 618 421           |
| Maguindanao du Sud             | Buluan            | 723 758           |
| Lanao du Sud                   | Marawi            | 1 195 518         |
| Basilan Isabela exclue         | Lamitan           | 426 207           |
| Sulu                           | Jolo              | 1 000 108         |
| Tawi-Tawi                      | Bongao            | 440 276           |
| Cotabato City                  | -                 | 325 079           |
| Barangays intégrés de Cotabato | -                 | 215 433           |
| Total                          |                   | 4 944 800         |